# モクシャー川
モクシャー川（モクシャーがわ、モクシャ川、ロシア語: Мо́кша, ラテン文字表記: Moksha、モクシャ語: Йов）は、ロシア中央部のペンザ州、ニジニ・ノヴゴロド州、リャザン州、モルドヴィア共和国を流れる河川である。オカ川の右支流のひとつで、オカ川にはカシモフの下流のピャトニツコゴ・ヤラで合流する。
長さは656km、流域面積は51,000平方kmにおよぶ。1955年にツナ川との合流点の2km下流に巨大な水力発電用ダムと船舶用の閘門が建設された。モクシャー川は水運に使われてきたが、1990年代半ばには使われなくなっている。
主な支流はシヴィン川、サティス川、エルミシ川、ワド川、ツナ川など。流域の主な町にはテムニコフ、クラスノスロボーツク（いずれもモルドヴィア共和国）がある。
流域の一部にはヴォルガ・フィン人（モルドヴィン人）が住み、モルドヴィン諸語のうちのモクシャ語が話されている。